# Еквити
Еквити је био назив за коњицу у време античког Рима. Римски коњаници припадали су нижој од две аристократске класе, изнад њих били су сенатори. Реч eques (equites је множина) је на латинским језику означавала било којег јахача на коњу (equs- коњ), али у контексту о којем овде говоримо ова реч је значила „витез“.
Коњица је првобитно била престижна јединица у којој су римски младићи могли да покажу и докажу своје вештине и снагу и можда тако да отворе себи пут за евентуалну политичку каријеру. Сваки коњаник је набављао своју опрему, и то: округли штит, шлем, оклоп, мач и једно или више копаља. У легији није било много коњаника. У првим легијама које су укупно бројале око 3.000 ратника (4.200 ако урачунамо и лаку пешадију, velites) коњаника је било само око 300, подељених у 10 јединица од по 30 људи.
Поред тешке коњице, била је ту и лака коњица коју су чинили сиромашнији грађани и богати момци који нису били довољно стари да би били hastati или equites. Њихова улога у борби била је ометање, разбијање и обилажење непријатељских јединица пешадије као и борба против противничке коњице. У наставку борбе често су силазили с коња и настављали борбу на ногама, на први поглед чудан избор, али сасвим логичан, јер пре него што су изумљене узенгије није било лако одржавати равнотежу у борби на коњу.

## Историја
Како изгледа, током Римског краљевства и првог века Републике, коњички легионари су били регрутовани искључиво из редова патриција, од којих се очекивало да обезбеде 6 центурија коњице (300 коња за сваку конзуларну легију). У једном тренутку током ере краљевства, патрицијским регрутима за коњицу је било оебзбеђено право на коња о јавном трошку (equus publicus). До приближно 400. п. н. е., су дакле, коњаници били синоним за патриције. У једном тренутку, ипак, највероватније око 400. п. н. е., још 12 центурија коњице је установљено, вероватно зато што класа патриција није више била довољно бројна да испунила регрутне квоте. Тих 12 су прихватале и не патриције (плебејце), највероватније на основу најмањег неопходног богатства, чији износ данас није сасвим јасан. Они су такође имали патрицијско право на јавног коња. Од тада, коњички ред није био ограничен на патриције, иако су они остали јасна елита са посебним повластицама и, вероватно, својим центуријама (првобитних 6 краљевских).
Око 300. п. н. е. Самнитски ратови су натерали Рим да удвостручи своју уобичајену годишњу војну регрутацију са 2 на 4 легије, и зато удвостручи и коњичку регрутацију на 1200 коња/ника. Вероватно је у то доба легионарска коњица почела да регрутује богатије грађане изван 18 центурија, јер оне нису биле довољно бројне да испуне регрутне захтеве. Али, ти нови регрути (из прве класе обичних грађана у центуријској организацији), никад нису примљени у 18 центурија коњаника equo publico нити су им дате њихове повластице. Од тог тренутка дакле, equites (витезови) више нису били потпуни синоним са equites (коњаницима). На крају, до времена Другог пунског рата (218.- -01. п. н. е.), сви припадници прве класе грађана су били у обавези да служе као коњаници. Присутност витезова у римској коњици је стално опадало током 200 -88. п. н. е.. То је зато што су само витезови могли да служе као виши војни официри, и како је број легија растао, било је све мање расположивих за обичну коњичку службу. После приближно 88. п. н. е., витезови се више нису регрутовали у коњицу легије, иако су правно гледано остали одговорни да је служе током ере Принципата (до 284 НЕ). Они су наставили да дају више официре војске кроз принципат.
Са изузетком чито наследних патриција, equites (коњаници) су били изворно одређивани преко имовинког цензуса. Иако је чин, једном постигнут, био преношен са оца на сина, чланове реда који на редовном петогодишњним пописима (quinquennial census), нису више испуњавали имовински цензус, су обично римски цензори уклањали са свитака реда. Током касне Републике, имовински цензус је био 50.000 денаријуса, и удвостручио га је на 100.000 император Август (валадао од 30. п. н. е. до 14. н. е.) - приближно износ годишњих плата 450 тадашњих легионара.
У каснијем добу Републике, римски сенатори и њихово потомство су постали незванична елита у коњичком сталежу. Како је сенаторско право да се укључи у трговину било строго ограничено законом, већина не пољопривредних делатности су биле у рукама не сенаторских витезова. Осим што су имали велике земљишне поседе, витезови су успели и да контролишу рударство, транспорт и производњу. Посебно пореске компаније (publicani) су биле скоро све у рукама витезова.
Под Августом, сенаторској елити је дат званичан статус (као ordo senatorius) са вишим имовинским цензусом (250.000 денара, то јест плата 1.100 легионара) и виши чин и повластице од обичних витезова. Сенаторска елита ипак није никада постигла постојање независно од витешког реда, него је остала њихов подскуп.
Током принципата витезови су заузимали висока административна и војна места империјалног државног апарата. Постојала је јасна разлика између запослења искључиво за сенаторе (највиша) и оних резервисаних за не сенаторске витезове. Структура напредовања (каријере) је ипак била у главим цртама прилично слична: период на нижим административним положајима у Риму или Италији, потом период (нормално деценија) војне службе као виши официр, праћен са високом административном или војном службом у провинцији. Све скупа гледано, сенатори и витезови су чинили мајушну елиту са мање од 10.000 чланова која је монополисала политичку, војну и економску моћ у царству са око 60 милиона становника.
Током трећег века, моћ се преселила из руку Италијанске аристократије ка класи витезова који су заслужили своје чланство изврсном војном службом, често се дижући ван сталежа: успешни војни официри из провинција (посебно Балканских провинција) који су заменили Италијане на врховним војним местима, и под Диоклецијаном (владао 248 -305) и са врховних цивилних позиција такође. То је практично свело Италијанску аристократију на таворећу, али непојмљиво богату групу земњишних велепоседника. Током 4. века, статус витеза је сведен на неважан претераним (инфлаторним) додељивањем чина. У исто време ред сенатора се надувао на преко 4000 установљењем другог сената у Константионопољу и утростручењем чланства оба сената. Тако да је сенаторски ред 4-ог века одговарао витешком (equestrian) реду принципата.